# مائوریتزیو ناسی
مائوریتزیو ناسی (انگلیسی: Maurizio Nassi؛ زادهٔ ۳ ژانویهٔ ۱۹۷۷) بازیکن فوتبال اهل ایتالیا است.
از باشگاه‌هایی که در آن بازی کرده‌است می‌توان به باشگاه فوتبال رجینا، باشگاه فوتبال آلساندریا، باشگاه فوتبال آنکونا، باشگاه فوتبال ویرتوس لانچانو، باشگاه فوتبال برشا، باشگاه فوتبال چیتادلا، باشگاه فوتبال پادوا، و باشگاه فوتبال ناپولی اشاره کرد.